# Genotina
Genotina é um gênero de gastrópodes pertencente a família Mangeliidae.

## Espécies
- Genotina adamii (Bozzetti, 1994)
- Genotina genotae Vera-Peláez, 2004